# Jaroslav Vlček (literární historik)
Jaroslav Vlček (22. ledna 1860 Banská Bystrica – 21. ledna 1930 Praha-Vršovice) byl český a slovenský literární historik a československý politik; meziválečný poslanec Revolučního národního shromáždění a senátor Národního shromáždění ČSR.

## Život
Narodil se v Banské Bystrici v rodině českého gymnazijního profesora a slovenské matky. Brzy po jeho narození se rodina odstěhovala do Prahy, kde Vlček absolvoval základní školu. Po smrti otce (1870) se s matkou vrátil do Banské Bystrice a tam roku 1878 na gymnáziu odmaturoval.
Poté odešel studovat Filozofickou fakultu Univerzity Karlovy do Prahy. Stal se spoluzakladatelem a prvním předsedou studentského spolku Detvan. V roce 1882 nastoupil na místo středoškolského profesora v Brně, letech 1885–1908 učil v Praze na gymnáziu v Ječné. Roku 1901 se stal členem Královské české společnosti nauk a téhož roku byl jmenován profesorem českého jazyka na Filosofické fakultě Univerzity Karlovy.
Přispíval do mnoha časopisů, především literárními kritikami a literárněhistorickými pracemi (např. Světozor).
V letech 1918–1920 zasedal v Revolučním národním shromáždění za slovenský klub (slovenští poslanci se dosud nedělili na stranické frakce).
V parlamentních volbách v roce 1920 získal senátorské křeslo v Národním shromáždění za Slovenskou národní a rolnickou stranu, která se roku 1922 sloučila do Republikánské strany zemědělského a malorolnického lidu a v senátu zasedal do roku 1925.

## Dílo
Jeho dílo je velmi ovlivněno pozitivismem.
- Literatura na Slovensku, její vznik, rozvoj, význam a úspěchy (1881),
- Přehled dějin literatury české (1885),
- Dejiny literatúry slovenskej (1890),
- Dějiny české literatury (1892) – (1921) [7]
- Literatura česká devatenáctého století (1902) – (1907) [8] [9]
- První novočeská škola básnická (1896),
- Pavel Josef Šafařík (1896)
- Stručné dějiny literatury české (1905) – (1909) [10] [11]
- Nové kapitoly z dějin literatury české (1912) [12]
- Několik kapitolek z dějin naší slovesnosti (1912) [13]
- Čítanka pro VI. třídu středních škol (1935) – pro gymnasia, reálná a reformní reálná gymnasia [14]

#### Upravil a sestavil díla českých spisovatelů:
- Sebrané spisy Vítězslava Hálka (1905) [15]
- Spisy Karla Hynka Máchy (1907) [16]
- Sebrané spisy Boženy Němcové (1905) [17]
- Almanahy Antonína Jaroslava Puchmajera [18] [19] [20] [21]